# L'ora dei dannati - L'Abisso
L'ora dei dannati - L'Abisso è un romanzo del 2020 scritto da Luca Tarenzi; è il primo libro della trilogia ispirata alla Divina Commedia scritta da Dante Alighieri.

## Trama
Il poeta Virgilio, mentre accompagnava Dante verso il Paradiso Terrestre, intravede la luce divina sopra di lui ed essendo un dannato, questo evento è totalmente contrario alla dannazione stessa, dunque il Limbo in cui lui abitava lo rifiuta, costringendolo a secoli da fuggiasco all'interno dell'Inferno. Dopo molto tempo, conosce Pier delle Vigne, condannato al girone dei violenti contro sé stessi in quanto suicida e quindi trasformato in un tronco, con il quale elabora un folle piano di fuga dall'Inferno. Pier delle Vigne ordina a Virgilio di portargli due dannati: Bertran de Born, un seminatore di discordia che ha la peculiarità di avere la testa vivente staccata dal corpo, e il conte Ugolino della Gherardesca, un traditore della patria. Virgilio, tuttavia, si trova a fronteggiare uno Spezzato, ovvero uno degli Angeli caduti, i primi nemici del Cielo, che ha intuito che il poeta stava tramando qualcosa, ma questo gli sfugge tuffandosi da una scogliera. Virgilio, in condizioni terribili, libera Bertran dandogli la mano, la quale è intrisa di un potere che permettere di sciogliere le maledizioni dei dannati, poi se la mutila e ordina al decapitato di recuperare Ugolino. Virgilio, infatti, intende dirigersi nel girone dei violenti verso il prossimo per racimolare quante più armi possibili, ed è qui che conosce il fiorentino Filippo Argenti, che intuisce anche lui cos'ha in mente il poeta e dunque lo costringe a rivelargli il piano e a portarlo con sé. I due dapprima si scontrano con il cane Cerbero, dal quale fuggono grazie al vento dei lussuriosi, poi arrivano nel Limbo dove Virgilio conduce Filippo in un'alta collina dalla quale si vede il giudice dell'Inferno, Minosse, l'unica cosa di cui Filippo ha paura: Virgilio, approfittando del momento di debolezza del fiorentino, lo spinge dalla collina per poi dirigersi verso la sua vecchia casa, dove incontra Lucano, che si rivela essere il fidanzato di Virgilio e il motivo per cui il poeta mantovano intendeva armarsi così tanto, per non abbandonarlo all'Inferno. Filippo, tuttavia, ricompare e cattura Virgilio. Nel mentre, Bertran, scendendo nel Cocito tramite un gigante, ha recuperato Ugolino, il quale ha un'interessante potere: la capacità, mordendo la testa di altre anime, di leggere i loro pensieri. I quattro dannati si ritrovano da Pier delle Vigne e, per portarlo con loro, lo staccano dal terreno ad asciate. Per viaggiare più velocemente, i cinque richiamano il mostro Gerione, che, controllato da Ugolino tramite il suo morso, li fa volare verso il punto più basso dell'Inferno dove intendono scappare. Tuttavia, lo Spezzato di prima ha richiamato i suoi simili e attaccano i dannati. Virgilio pugnala Filippo cercando di liberarsi di lui, ma Bertran lo salva. Gli Spezzati feriscono gravemente Gerione e lo fanno precipitare in un crepaccio, tramortendolo, ma i dannati si salvano. Tuttavia, Bertran ha perso il suo corpo, circondato dagli Spezzati, e, sebbene Pier delle Vigne ordini a Virgilio di lasciarlo lì e proseguire, il poeta disubbidisce e con Ugolino e la testa di Bertran vanno a recuperare il corpo. Pier delle Vigne è furioso per la disobbedienza di Virgilio e si confida con Filippo, scoprendo da lui che il poeta aveva già peccato di insubordinazione cercando di portare con sé Lucano. Pier delle Vigne dunque ordina a Filippo di liberarsi di Virgilio nel girone dei traditori. Nel mentre, Bertran è riuscito a recuperare il suo corpo e con Ugolino e Virgilio torna dagli altri due compagni. I cinque riprendono il controllo di un ripreso Gerione e viaggiano fino al Cerchio dei giganti. Qui, mentre Betran e Ugolino scendono tramite i capelli di una delle creature, Filippo la sveglia e nel trambusto cerca di liberarsi di Virgilio, ma Bertran corre in soccorso del poeta, distraendo Filippo e facendolo schiacciare dal gigante grazie al controllo miracoloso di Ugolino. Virgilio, intuendo che con questo c'entrava Pier delle Vigne, lo minaccia ma, dal momento che è indispensabile per il piano, lo porta comunque con sé, dichiarandogli il suo odio in faccia. Dopo aver disceso il Cocito, i quattro dannati arrivano da Lucifero, il primo nemico in assoluto del Cielo e primo dannato dell'Inferno. Tentano di fuggire tra le sue gambe, ma improvvisamente si apre una fenditura da dove esce un Messaggero del Purgatorio, venuto a fermarli, e venendo divorato da Lucifero. Tuttavia, i frammenti della spada del Messaggero vengono raccolti dai dannati e Virgilio intuisce le vere intenzioni di Pier delle Vigne, il quale voleva raccogliere tali frammenti per la fuga verso la vera Porta, ovvero quella nel Primo Cerchio. I quattro dannati preparano i frammenti per lo scontro finale al quale si unisce anche Filippo, rigenerato dallo Spezzato che ora conosce i piani di fuga e dunque ha raccolto i suoi simili alla Porta principale. Capendo che la fuga senza una distrazione è impossibile, Virgilio si sacrifica, tra l'altro non volendo abbandonare l'amato Lucano, che sale sulla barca dove Caronte trascina i dannati davanti a Minosse e attira molti Spezzati su di sé, favorendo la fuga dei suoi compagni.